# Mosaddek Hossain
Mosaddek Hossain Saikat (* 10. Dezember 1995 in Mymensingh, Bangladesch) ist ein bangladeschischer Cricketspieler, der seit 2016 für die bangladeschische Nationalmannschaft spielt.

## Kindheit und Ausbildung
Hossain wuchs als zweites von vier Kindern in Mymensingh, 130 km nördlich von Dhaka, auf. Über die Altersklassenprogramme des bangladeschischen Verbandes kam er dann nach Dhaka. Er war Teil der U19-Nationalmannschaft von Bangladesch und nahm mit diesem bei der ICC U19-Cricket-Weltmeisterschaft 2014.

## Aktive Karriere
Hossain erregte Aufmerksamkeit im nationalen bangladeschischen Cricket, als ihm innerhalb von acht Monaten drei Double-Centuries im First-Class-Cricket gelangen. Er wurde daraufhin in die bangladeschische A-Mannschaft berufen und unternahm mit ihr Touren in Südafrika und Simbabwe. Sein Debüt in der Nationalmannschaft absolvierte er bei der Tour gegen Simbabwe. Im September 2016 bestritt er sein erstes ODI gegen Afghanistan. Sein erstes Fifty erzielte er in der ODI-Serie in Neuseeland im folgenden Dezember. Sein Test-Debüt folgte im März 2017, als er bei der Tour in Sri Lanka ein Fifty über 75 Runs erreichte. Im Sommer 2017 war er Teil des bangladeschischen Teams bei der ICC Champions Trophy 2017. Dort gelangen ihm gegen Neuseeland 3 Wickets für 13 Runs als Bowler. Im Februar 2018 wurde seine Position in der Nationalmannschaft in Frage gestellt, nachdem er während der Tour gegen Sri Lanka ins nationale Cricket entlassen wurde. Er spielte im Verlauf des Jahres vereinzelte Spiele im Nationalteam, aber nachdem er beim Asia Cup 2018 enttäuschte, war sein Platz endgültig in Frage gestellt. Nach guten Leistungen in der Bangladesh Premier League und in der Dhaka Premier League fand er seinen Weg in der Vorbereitung zur Weltmeisterschaft zurück ins Team.
Im Sommer 2019 konnte er bei einem Drei-Nationen-Turnier in Irland im Finale gegen die West Indies ein Half-Century über 52* Runs erzielen. Dafür wurde er als Spieler des Spiels ausgezeichnet. Daraufhin war er Teil des Teams beim Cricket World Cup 2019. Dort konnte er gegen Neuseeland 2 Wickets für 33 Runs und beim Sieg gegen Afghanistan 35 Runs erzielen. Im Mai 2021 erreichte er bei der Tour gegen Sri Lanka ein Fifty über 51 Runs im dritten ODI. Im August übernahm er für den Verletzten Nurul Hasan im dritten Twenty20 der Tour in Simbabwe die Kapitänswürde. Zu Beginn der Saison 2022/23 wurde er für den ICC Men’s T20 World Cup 2022 nominiert.